# Winslow West
Winslow West é uma Região censo-designada localizada no estado americano de Arizona, no Condado de Coconino e Condado de Navajo.

## Demografia
Segundo o censo americano de 2000, a sua população era de 131 habitantes.

## Geografia
De acordo com o United States Census Bureau tem uma área de
0,8 km², dos quais 0,8 km² cobertos por terra e 0,0 km² cobertos por água.

## Localidades na vizinhança
O diagrama seguinte representa as localidades num raio de 72 km ao redor de Winslow West.